# Kinderwunsch
Als Kinderwunsch bezeichnet man den Wunsch (oder das Bedürfnis) eines Menschen, Kinder zu haben. Der Begriff wird heute häufig fälschlicherweise synonym zur Bezeichnung eines unerfüllten Kinderwunsches (z. B. bei Unfruchtbarkeit) benutzt.

## Geschichte und Soziologie
Der Kinderwunsch in seiner heutigen Form wird in der psychologischen Fachliteratur als ein Phänomen der Moderne diskutiert, da erst seit der Möglichkeit einer wirksamen Empfängnisverhütung eine Trennung von Sexualität und Mutter- bzw. Vaterschaft möglich wurde. Erst die Wahlfreiheit zwischen Elternschaft und gewollter Kinderlosigkeit im Rahmen der Lebensplanung ermöglichte es, nach Wunsch ein oder mehrere Kinder zu zeugen. Im Zuge der gesellschaftlichen Entwicklungen etablierte sich der mehrdeutige Begriff „Wunschkind“.

## Unterschiede zwischen Männern und Frauen
Nach einer Studie des Bundesinstituts für Bevölkerungsforschung wünschen sich Männer und Frauen unterschiedlich viele Kinder (s. Tabelle). Überraschend war dabei u. a. der Befund, dass sich 33 % der Männer mehr als 3 Kinder wünschen, aber nur 26 % aller Frauen. Auch wünschen sich 10 % der Frauen gar keine Kinder, aber nur 5 % der Männer. 2–4 % aller Befragten wollten Kinder, ohne aber eine bestimmte Zahl angeben zu können („?“ in der Tabelle).
| Gewünschte Kinderzahl | Männer | Frauen |
| --------------------- | ------ | ------ |
| 0 (gar keine)         | 5 %    | 10 %   |
| 1                     | 5 %    | 5 %    |
| 2                     | 37 %   | 40 %   |
| 3                     | 11 %   | 11 %   |
| > 3 (mehr als 3)      | 33 %   | 26 %   |
| ? (unsicher)          | 2 %    | 4 %    |

## Motive
Der Kinderwunsch kann als wesentliche Komponente der menschlichen Sexualität angesehen werden. Die Motive für einen Kinderwunsch sind dennoch vielfältig. Manche Autoren argumentieren aber auch, dass der Kinderwunsch eines Menschen weder biologisch noch instinktiv bedingt sei. Ein Kinderwunsch kann selbst-, partner- oder paarbezogen, normativ oder sozial bedingt sein. Beispiele für selbstbezogene Motive sind aus psychologischer Sicht eine erweiterte Körpererfahrung, die Ansicht als Lebensaufgabe, die Überwindung von Einsamkeit oder auch die Wiederbelebung der eigenen Kindheit. Eine gewünschte Stabilisierung der Partnerschaft oder die Behebung von Defiziten in einer Beziehung gelten als paarbezogene Motive. Die Ansicht, dass Kinder zu einer Familie gehören, stellt ein normativ geprägtes Motiv dar, der Wunsch der eigenen Eltern nach Enkeln ein soziales.
Dabei ist der Kinderwunsch seinem Wesen nach meistens ambivalent, da neben dem Wunsch nach einem Kind auch Ängste bezüglich der Veränderungen in der persönlichen Lebenssituation, Belastungen und Einschränkungen bestehen.
Fehlt diese Ambivalenz, spricht man auch von einem überwertigen Kinderwunsch. Der Wunsch nach einem Kind wird lebensbestimmend und betroffene Paare sind bereit, der Erfüllung des Wunsches viele andere Bereiche unterzuordnen.

## Unerfüllter Kinderwunsch
Von unerfülltem Kinderwunsch spricht man, wenn es über einen längeren Zeitraum nicht zu einer Schwangerschaft kommt, die auch bis zur Geburt eines lebensfähigen Säuglings ausgetragen wird. Es gibt eine Vielzahl möglicher organischer Ursachen für Empfängnisschwierigkeiten bei Unfruchtbarkeit des Mannes oder der Frau. Doch auch bei bestehender Fruchtbarkeit beider können Kohabitationsprobleme wie Vaginismus und andere Formen der Dyspareunie die Erfüllung des Kinderwunsches verhindern. Manchmal ist eine Rhesus-Inkompatibilität der Grund, warum Mütter nach dem ersten Kind Fehlgeburten bekommen, so dass sich der Wunsch nach Geschwistern für das Erstgeborene nicht erfüllt und es als Einzelkind aufwächst.
Im Rahmen einer präkonzeptionellen Beratung wird Frauen, die planen, bald ein Kind zu bekommen, unter anderem empfohlen, sich bereits vor der Schwangerschaft gesund zu ernähren, eventuell eine Folsäure- und Vitamin-D-Prophylaxe durchzuführen und einen Eisenmangel auszuschließen. Zudem ist der Impfstatus von Bedeutung, wobei ggf. vor der Schwangerschaft eventuelle Nachimpfungen (etwa gegen Masern, Mumps, Röteln, Varizellen und Pneumokokken) durchgeführt werden. Auch weitere Untersuchungen und eine genetische Beratung werden in Betracht gezogen.
Die Schwangerschaftsvorsorge und die Verbesserung der Pränatalmedizin trägt zur Senkung der Zahlen an Fehlgeburten und nicht überlebenden Frühgeburten bzw. Totgeburten bei, die früher noch häufiger zur Nichterfüllung eines Kinderwunsches geführt haben.